# CP858
CP858 (Code page 858, CP 858, IBM 858, OEM 858) je znaková sada používaná pod operačním systémem MS-DOS určená pro zápis západoevropských jazyků.
Sady CP 858 a CP 850 se liší znakem s kódem 0xD5: v CP850 jde o písmeno ‚i‘ bez tečky (ı), místo kterého obsahuje CP 858 symbol eura (€).

## Rozložení znaků v sadě
Je zobrazena pouze horní polovina tabulky (kódy 128 až 255), spodní polovina (0–127) je obyčejná kódová tabulka ASCII.
| ## | .0     | .1     | .2     | .3     | .4     | .5     | .6   | .7   | .8     | .9     | .A     | .B     | .C     | .D     | .E     | .F     |
| -- | ------ | ------ | ------ | ------ | ------ | ------ | ---- | ---- | ------ | ------ | ------ | ------ | ------ | ------ | ------ | ------ |
| 8. | Ç C7   | ü FC   | é E9   | â E2   | ä E4   | à E0   | å E5 | ç E7 | ê EA   | ë EB   | è E8   | ï EF   | î EE   | ì EC   | Ä C4   | Å C5   |
| 9. | É C9   | æ E6   | Æ C6   | ô F4   | ö F6   | ò F2   | û FB | ù F9 | ÿ FF   | Ö D6   | Ü DC   | ø F8   | £ A3   | Ø D8   | × D7   | ƒ 192  |
| A. | á E1   | í ED   | ó F3   | ú FA   | ñ F1   | Ñ D1   | ª AA | º BA | ¿ BF   | ® AE   | ¬ AC   | ½ BD   | ¼ BC   | ¡ A1   | « AB   | » BB   |
| B. | ░ 2591 | ▒ 2592 | ▓ 2593 | │ 2502 | ┤ 2524 | Á C1   | Â C2 | À C0 | © A9   | ╣ 2563 | ║ 2551 | ╗ 2557 | ╝ 255D | ¢ A2   | ¥ A5   | ┐ 2510 |
| C. | └ 2514 | ┴ 2534 | ┬ 252C | ├ 251C | ─ 2500 | ┼ 253C | ã E3 | Ã C3 | ╚ 255A | ╔ 2554 | ╩ 2569 | ╦ 2566 | ╠ 2560 | ═ 2550 | ╬ 256C | ¤ A4   |
| D. | ð F0   | Ð D0   | Ê CA   | Ë CB   | È C8   | € 20AC | Í CD | Î CE | Ï CF   | ┘ 2518 | ┌ 250C | █ 2588 | ▄ 2584 | ¦ A6   | Ì CC   | ▀ 2580 |
| E. | Ó D3   | ß DF   | Ô D4   | Ò D2   | õ F5   | Õ D5   | µ B5 | þ FE | Þ DE   | Ú DA   | Û DB   | Ù D9   | ý FD   | Ý DD   | ¯ AF   | ´ B4   |
| F. |  AD    | ± B1   | ‗ 2017 | ¾ BE   | ¶ B6   | § A7   | ÷ F7 | ¸ B8 | ° B0   | ¨ A8   | · B7   | ¹ B9   | ³ B3   | ² B2   | ■ 25A0 | A0     |